# هیدروژن جامد
هیدروژن جامد، همان حالت جامد عنصر هیدروژن است که با کاهش دمای هیدروژن تا زیر نقطهٔ ذوبش برابر با ۱۴٫۰۱ کلوین یا259- سیلیسوس درجهٔ سانتیگراد بدست آمده است. نخستین بار جیمز دیوئر در سال ۱۸۹۹ توانست هیدروژن را جامد کند. او نتیجهٔ کارش را در مقاله‌ای با عنوان «دربارهٔ انجماد هیدروژن» (Sur la solidification de l'hydrogène) در سالنامهٔ شیمی و فیزیک، سری ۷، اکتبر ۱۸۹۹ منتشر کرد. چگالی هیدروژن جامد ۰٫۰۸۶ گرم بر سانتیمتر مکعب است. این ماده سبکترین جامد شناخته شده است.